# Grędziec
Grędziec [ˈɡrɛnd͡ʑɛt͡s] là một ngôi làng thuộc khu hành chính của Gmina Warnice, thuộc hạt Pyrzyce, West Pomeranian Voivodeship, ở phía tây bắc Ba Lan.